# Pellenes brevis
Pellenes brevis är en spindelart som först beskrevs av Simon 1868.  Pellenes brevis ingår i släktet Pellenes och familjen hoppspindlar. Inga underarter finns listade i Catalogue of Life.